# Kyvadlo, jáma a naděje
Kyvadlo, jáma a naděje je český film režiséra Jana Švankmajera z roku 1983. Film je zčásti hraný a zčásti animovaný, a je pomyslně rozdělen na tří části: první dvě inspiroval děj povídky Jáma a kyvadlo od Edgara Allana Poea, tato část je v závěru rozvita Nadějí od Augusta Villierse de l'Isle-Adama, čímž hrdina ztrácí možnost utéct svému osudu. Film zachycuje zvůli moci a oproti tomu zoufalou vůli člověka po životě.
Pro režiséra není tento film prvním setkáním s dílem Poea, již v roce 1981 natočil film Zánik domu Usherů, a ani ne poslední, jeho film Šílení je též inspirován dílem amerického romantika.

## Děj
Příběh začíná rozsudkem a nesením odsouzence chodbou do kobek. Následuje citát z Jámy a kyvadla: 
| „ | Poslední zřetelná slova, která jsme zaslechl, byl rozsudek – strašný rozsudek smrti. A pak mi hlasy inkvisitorů splynuly v jediný snový, mátožný šum. Vyvolaly ve mně představu otáčení, snad že se mi ve fantasii sléval s klapotem mlýnského kola. | “ |

Následně začíná kamera, která snímá z pohledu odsouzeného, poněkud nejistě sledovat místnost. Zabírá kostru vymalovanou po celé kobce, složité mechanismy spouštěcího zařízení a ruku hrdiny.
Poté, co se odsouzený osvobodí, začne se k němu přibližovat stěna z plechu s pohyblivými výjevy zatracení a pekelných bytostí, zpoza kterých šlehají plameny. Z této smrtelné pasti odsouzenému nepomůže generál Antoine Lasalle jako v literární předloze, ale dostane se sám z cely pryč, když se schová ve studni a celý mechanismus přes něho přejede.

Poté uteče do chodeb, kde opět hraje důležitou roli roztřesená kamera zabírající detaily rukou, nebo výjev mučení v jiné cele. Odsouzený je na své cestě na svobodu zadržen postavou inkvizitora a film končí citátem z l'Isle-Adama: 
| „ | Copak můj synu? Zítra budete možná spasen… a vy jste chtěl od nás odejít. | “ |

## Ocenění
- 1984 – Cena poroty v Montrealu
- 1984 – Cena FICC v Krakově
- 1985 – Hlavní cena a Cena FIPRESCI v Oberhausenu
- 1985 – Zvláštní uznání poroty a kritiky v Portu